# پیژخوو
پیژخوو (به لهستانی:  Pierzchów) یک روستا در لهستان است که در گمینا گدوو واقع شده‌است. پیژخوو ۵۶۰ نفر جمعیت دارد.